# Banda (grupa etniczna)
Banda – grupa ludów z Afryki Środkowej. Zamieszkują głównie Republikę Środkowoafrykańską, gdzie są największą grupą, ale także Demokratyczną Republikę Konga, Kamerun i Sudan Południowy. 

## Charakterystyka
Ich populacja szacowana jest na 1,5 mln i obejmuje kilka podgrup, takich jak: Linda, Kreich, Langba, Yakpa, N'Gao, Togbo, N'Diri i Dakpa. Posługują się językami banda z podgrupy języków adamawa-ubangi.
W Banda obowiązuje patrylinearny system pokrewieństwa. Żyją w wioskach z rozproszonymi domostwami pod lokalnym zarządem naczelnika. Wiejska ludność uprawia kukurydzę, maniok, orzeszki ziemne, słodkie ziemniaki, ignam i tytoń. 
Mężczyźni polują i łowią ryby, a kobiety zbierają dziką żywność i uprawiają rośliny. Rzemieślnicy Banda wytwarzają drewniane rzeźby rytualne i przedmioty użytkowe. Najbardziej znani ze swoich dużych bębnów rzeźbionych na kształt zwierząt.
Większość Banda to chrześcijanie protestanccy (51,6%) lub katoliccy (38%), ale niewielka mniejszość to muzułmanie. W przeszłości rytuały inicjacji dla mężczyzn i kobiet były bardzo ważnymi wydarzeniami w życiu plemienia.
Ngakola był mitycznym przodkiem, czczonym przez wielu Banda i Manza. Według niektórych relacji Ngakola miał moc dawania i odbierania życia. Ngakola był przedstawiany w figurkach, którym składano ofiary w nadziei otrzymania jego błogosławieństwa. 

## Historia
Ich własne tradycje, potwierdzone badaniami etnologicznymi i archeologicznymi, wskazują na początki w górach Darfuru. W XIX wieku migrowali do swoich obecnych miejsc w Republice Środkowoafrykańskiej, głównie dlatego, że odmówili poddania się władzy sułtanów Wadaj i Darfuru. Podczas migracji walczyli z Sabangami i Mandijami. Dopiero przybycie Belgów w 1892 r. i Francuzów w 1901 r. przywróciło pokój w regionie, w którym osiedlili się Banda.

## Galeria

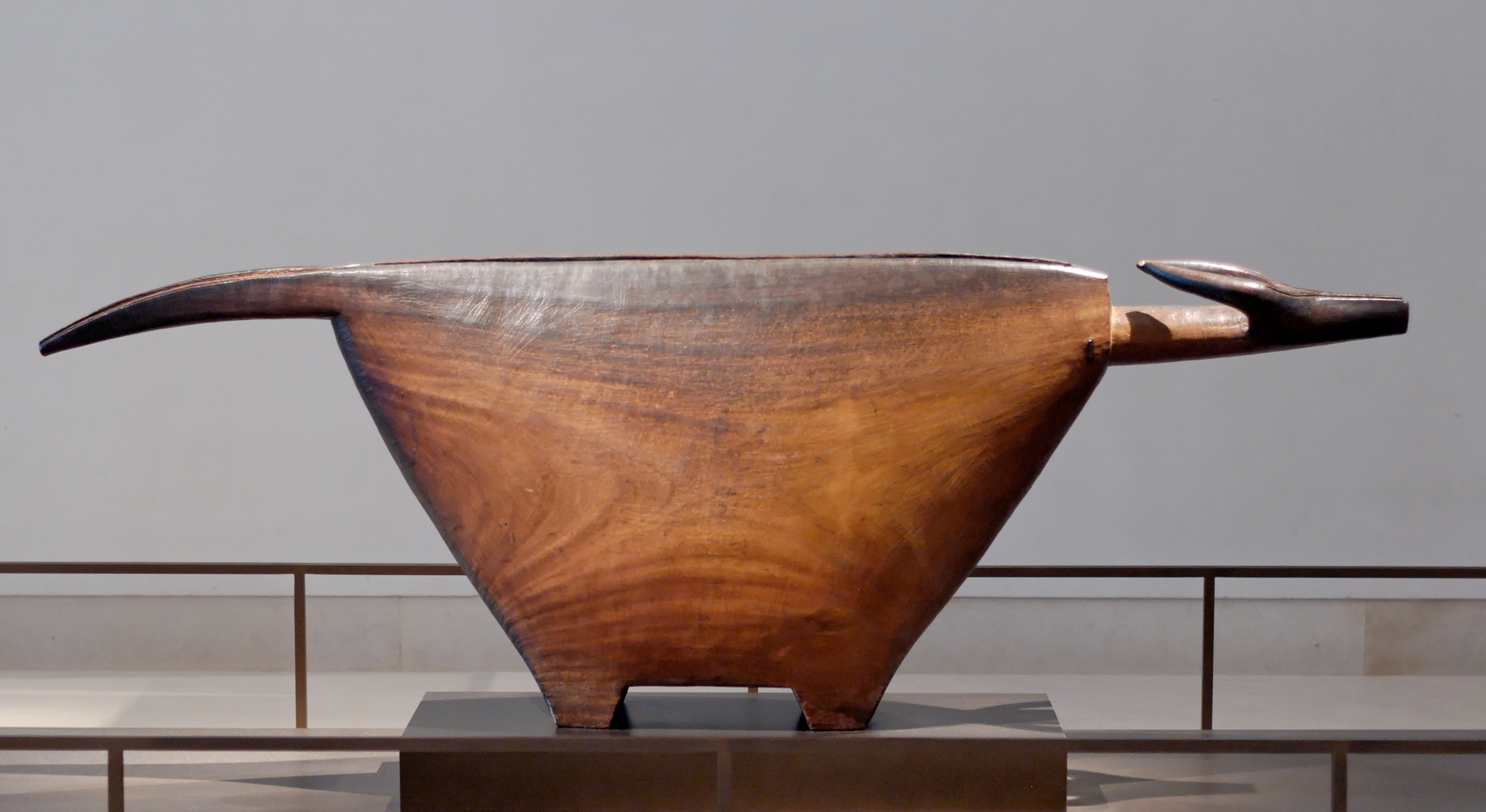
Bęben szczelinowy ludu Yangere.
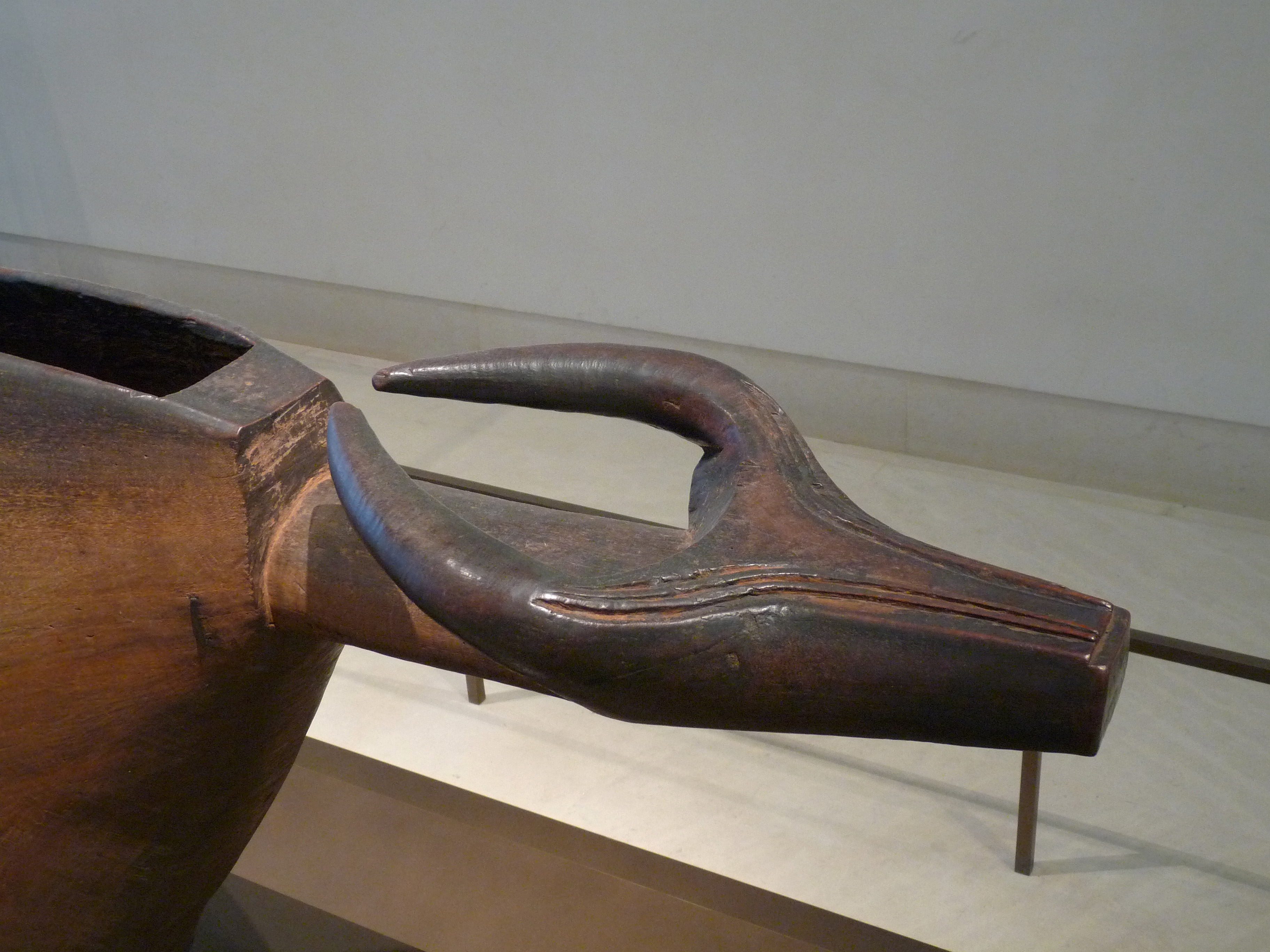
Bęben szczelinowy ludu Yangere.
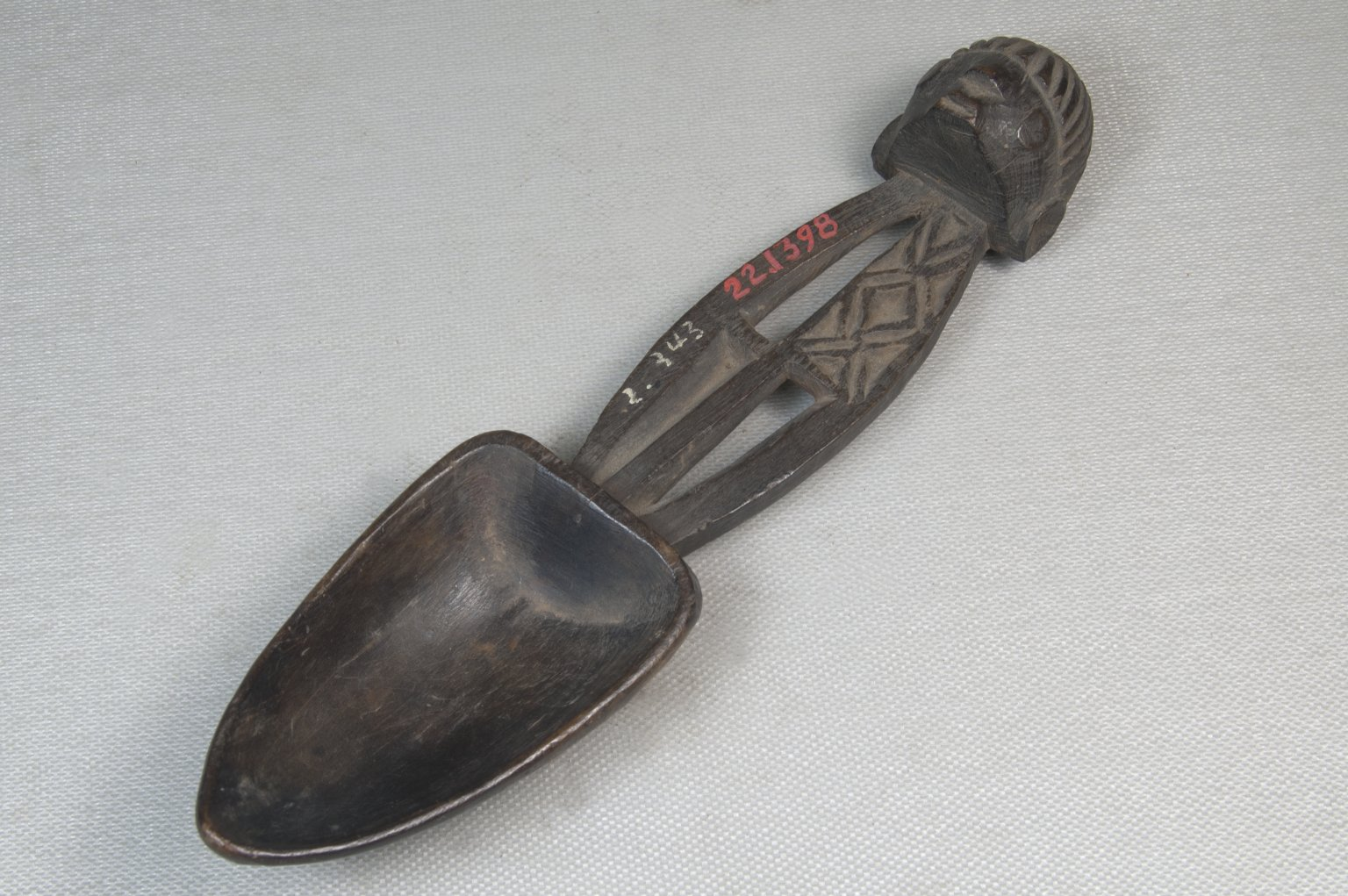
Łyżka ludu Togbo.
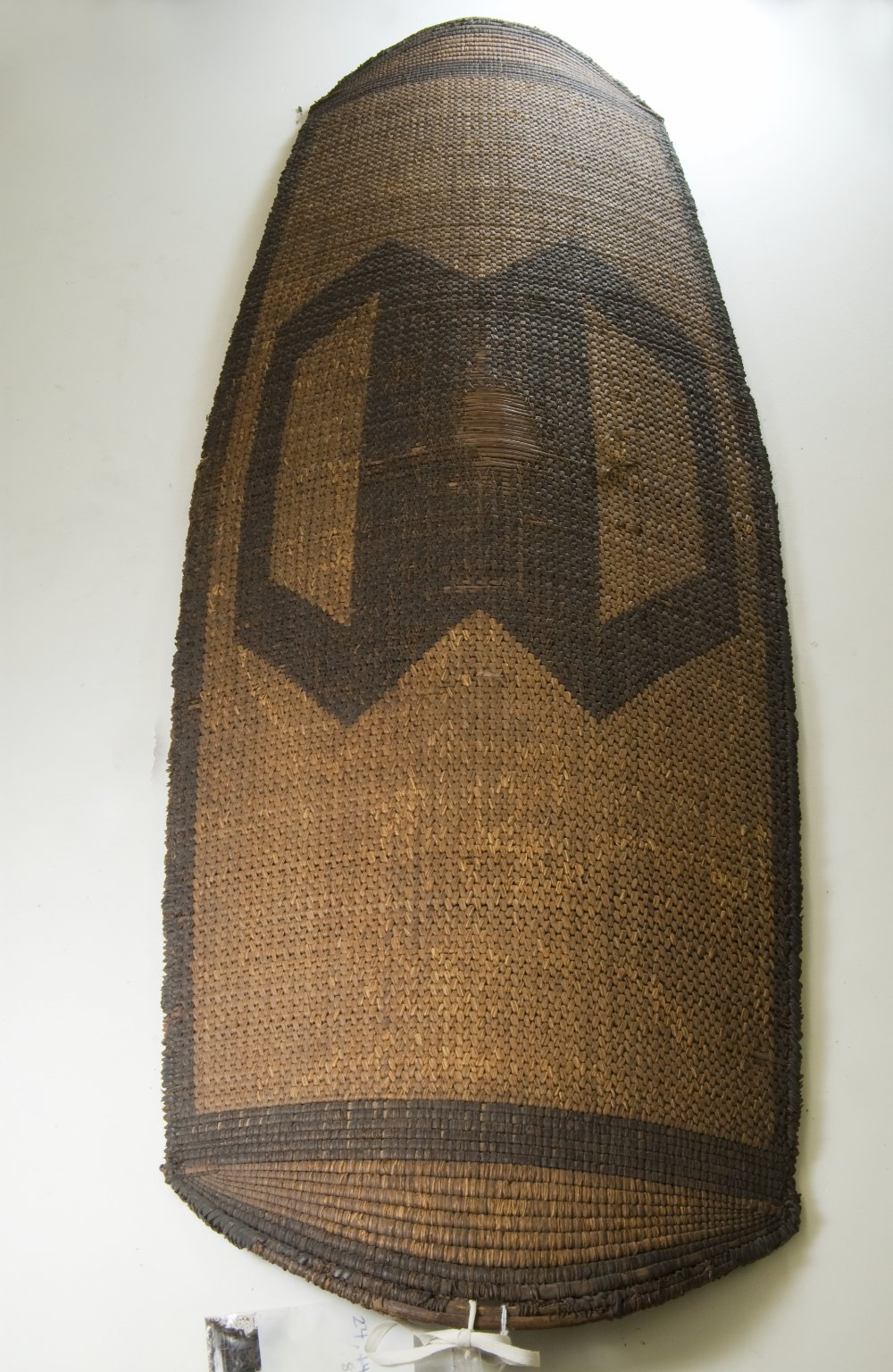
Tarcza ludu Mbugbu.